# Missioni dei carabinieri all'estero
Elenco delle missioni militari italiane all'estero, non in tempo di guerra, cui ha preso parte l'Arma dei Carabinieri, dal Regno d'Italia alla Repubblica Italiana.

## Missioni dei Reali Carabinieri (dal 1861 al 1945)
- Corpo di spedizione italiano a Creta (1897-1906)[1]
- Corpo di spedizione italiano in Cina  (1900-1901)
- Corpo di spedizione italiano in Sinai (1917-1919)
- Corpo di spedizione italiano in Murmania (1918-1919)
- Corpo di spedizione italiano in Estremo Oriente (1918-1920)
- Distaccamento Carabinieri di Gerusalemme (1919-1921)
- Corpo di spedizione italiano in Egeo (1919-1923)
- Corpo di spedizione italiano in Anatolia (1919-1922)
- Corpo di spedizione italiano in Alta Slesia (1920-1922)
- Corpo di spedizione italiano nella Saar (1934-1935)

## Missioni dell'Arma dei Carabinieri (dal 1946)
| Legenda colori                                   |
| ------------------------------------------------ |
| Missioni con mandato ONU                         |
| Missioni con mandato UE                          |
| Missioni con mandato NATO                        |
| Missioni frutto di accordi tra uno o più nazioni |

| Data inizio intervento dell'Arma | Data fine intervento | Nastrino | Denominazione                                                                                          | Località                | Attività                                                                                              | Militari | Note |
| -------------------------------- | -------------------- | -------- | --- | ----------------------- | --- | --- | --- |
| 8 settembre 1943                 | estate 1952          |          | British Administration - Eritrea                                                                       | Eritrea                 | - Tutelare la comunità nazionale locale                                                               | al luglio 1945: - 5 ufficiali, 44 sottufficiali e 120 carabinieri                                                                               | carabinieri.it - ERITREA (I Carabinieri in Eritrea) carabinieri.it - Comando Carabinieri per l'Eritrea                                                    |
| 1º aprile 1950                   | 5 giugno 1958        |          | A.F.I.S. Amministrazione fiduciaria italiana della Somalia                                             | Somalia                 | | | carabinieri.it - 1950-1958. In Somalia per l'Afis: la prima missione di pace.                                                                             |
| 1962                             | 1984                 |          | Carabinieri a San Marino                                                                               | San Marino              | | | carabinieri.it - 1921-1936. San Marino: una particolare esperienza.                                                                                       |
| gennaio 1973                     | 8 maggio 1973        |          | Spedizione Italiana sull'Everest                                                                       | Nepal                   | | | carabinieri.it - EVEREST (Partecipazione dei Carabinieri alla Spedizione Italiana del 1973)                                                               |
| agosto 1979                      | in corso             |          | UNIFIL U.N. Interim Force in Lebanon                                                                   | Libano                  | | | carabinieri.it - Dal 1979 - Libano: un lungo intervallo dopo la Somalia.                                                                                  |
| aprile 1989                      | marzo 1990           |          | UNTAG U.N. Transition Assistance Group in Namibia                                                      | Namibia                 | | | carabinieri.it - 1989-1990. I Carabinieri in Namibia con l'UNTAG                                                                                          |
| maggio 1991                      | 24 luglio 1991       |          | Operazione Provide Comfort (operazione Airone)                                                         | Iraq                    | | | carabinieri.it - Maggio - Ottobre 1991. In Kurdistan per la Missione Airone.                                                                              |
| 24 luglio 1991                   | ottobre 1991         |          | Operazione Provide Comfort II (operazione Airone)                                                      | Iraq                    | | | carabinieri.it - Maggio - Ottobre 1991. In Kurdistan per la Missione Airone.                                                                              |
| 7 agosto 1991                    | 30 settembre 1995    |          | ONUSAL Observadores de las N.U. en El Salvador                                                         | El Salvador             | | 10 ufficiali | carabinieri.it - 1991-1995. In America Centrale con l'Onusal.                                                                                             |
| 1º settembre 1991                | 5 dicembre 1993      |          | ITALFOR - Pellicano                                                                                    | Albania                 | | | carabinieri.it - 1991-1993. In Albania con Italfor-Pellicano.                                                                                             |
| aprile 1992                      | marzo 1995           |          | UNOSOM United Nations Operation in Somalia                                                             | Somalia                 | | | carabinieri.it - 1992-1995 Somalia: quando solo il dialogo può essere costruttivo.                                                                        |
| 23 luglio 1992                   | 22 luglio 1993       |          | UNTAC United Nations Transitionale Authority in Cambodia                                               | Cambogia                | | | carabinieri.it - 1992-1993 Nella lontana Asia: una missione umanitaria difficile.                                                                         |
| ottobre 1992                     | gennaio 1995         |          | ONUMOZ United Nations Operations in Mozambique                                                         | Mozambico               | | | carabinieri.it - 1993-1994. In Mozambico con la Missione Albatros.                                                                                        |
| 8 maggio 1994                    | 8 agosto 1994        |          | TIPH 1 Temporary International Presence in Hebron 1                                                    | Israele Palestina       | | 19 carabinieri dell'allora Battaglione Paracadutisti "Tuscania" e 12 unità appartenenti all'Arma territoriale                                   | carabinieri.it - Tiph 1 (1994) |
| settembre 1994                   | maggio 1997          |          | MINUGUA U.N. Verification Mission in Guatemala                                                         | Guatemala               | | | carabinieri.it - 1995-2001. In Guatemala con la Missione Minugua.                                                                                         |
| 8 marzo 1995                     | 22 ottobre 1996      |          | UPFM - WEUPOL CC United Police Force of Mostar                                                         | Bosnia ed Erzegovina    | | | carabinieri.it - 1995-1996. A Mostar con la Missione della Ueo: Weupol                                                                                    |
| 20 dicembre 1995                 | 20 dicembre 1996     |          | IFOR Operazione Joint Endeavour                                                                        | Bosnia ed Erzegovina    | | | carabinieri.it - Dal 1994. La presenza nei Balcani: Unprofor, Ifor e Sfor.                                                                                |
| 21 dicembre 1996                 | 1º dicembre 2004     |          | SFOR Stabilisation Force                                                                               | Bosnia ed Erzegovina    | | | difesa.it - SFOR carabinieri.it - Dal 1996 Sfor e Iptf: la Nato propone una strategia di transizione. La presenza dell'Arma nella IPTF dal febbraio 1997. |
| 19 maggio 1997                   | 31 dicembre 2002     |          | UNMIBH - IPTF U.N. Mission in Bosnia and Herzegovina International Police Task Force                   | Bosnia ed Erzegovina    | | | carabinieri.it - La missione ONU-IPTF in Bosnia ed Erzegovina                                                                                             |
| 12 febbraio 1997                 | in corso             |          | TIPH 2 Temporary International Presence in Hebron 2                                                    |                         | | - Iniziale: 6 ufficiali, 14 marescialli, 1 vicebrigadiere, 8 tra appuntati e carabinieri - Attuale: 2 ufficiali, 12 marescialli e 2 carabinieri | difesa.it - TIPH 2 carabinieri.it - Tiph 2 (dal 1997) |
| 5 settembre 1998                 | 1999                 |          | UNIKOM U.N. Iraq/Kuwait Observer Mission                                                               | Iraq Kuwait             | | | carabinieri.it - 1998 - 1999. In Kuwait con la Unikom: un'esperienza interessante.                                                                        |
| agosto 1999                      | in corso             |          | KFOR Kosovo Force                                                                                      | Kosovo                  | | 269 carabinieri dell'MSU | difesa.it - KOFOR carabinieri.it - Dal 1999. Viene costituita una nuova Msu per la Kfor.                                                                  |
| 22 settembre 1999                | 17 febbraio 2000     |          | UNAMET United Nations Mission in East Timor                                                            | Timor Est               | | | carabinieri.it - 1999-2000. A Timor Est per l'Operazione "Stabilise".                                                                                     |
| 9 novembre 2000                  | 21 gennaio 2009      |          | CIU - UNMIK Criminal Intelligence Units - U.N. Interim Administration Mission in Kosovo                | Kosovo                  | | 3 unità | carabinieri.it - Dal 2000. CIU: una unità di intelligence contro la criminalità organizzata.                                                              |
| 2001                             | 31 dicembre 2014     |          | ISAF International Security Assistance Force                                                           | Afghanistan             | | | difesa.it - ISAF |
| 1º gennaio 2003                  | 30 giugno 2012       |          | EUPM European Union Police Mission in Bosnia and Herzegovina                                           | Bosnia ed Erzegovina    | | | difesa.it - EUPM |
| 2 dicembre 2004                  | 2 novembre 2010      |          | EUFOR Althea European Union Force Althea                                                               | Bosnia ed Erzegovina    | | | difesa.it - EUFOR Althea |
| 11 luglio 2005                   | in corso             |          | UNFICYP United Nations Peacekeeping Force in Cyprus                                                    | Cipro                   | - Polizia militare                                                                                    | 4 Sottufficiali | difesa.it - UNFICYP |
| novembre 2005                    | in corso             |          | EUBAM Rafah European Union Border Assistance Mission Rafah                                             | Palestina Egitto        | - Third party monitoring role                                                                         | 1 ufficiale | difesa.it - EUBAM Rafah |
| 17 luglio 2006                   | 15 dicembre 2006     |          | EUFOR RD CONGO - MONUC Mission de l'Organisation des Nations Unies en République démocratique du Congo | RD del Congo            | | | difesa.it - EUFOR RD CONGO |
| agosto 2006                      | in corso             |          | UNIFIL 2 U.N. Interim Force in Lebanon 2                                                               | Libano                  | | | difesa.it - UNIFIL |
| giugno 2007                      | dicembre 2016        |          | EUPOL Afghanistan European Union Police Mission in Afghanistan                                         | Afghanistan             | - Formazione della polizia nazionale afghana                                                          | | difesa.it - EUPOL Afghanistan |
| settembre 2007                   | dicembre 2011        |          | NTM-I NATO Training Mission - Iraq                                                                     | Iraq                    | | | difesa.it - NTM-I |
| 30 gennaio 2008                  | 19 giugno 2009       |          | EUFOR TCHAD/RCA European Union Force Chad/CAR                                                          | Rep. Centrafricana Ciad | | | difesa.it - EUROPEAN UNION FORCE "CIAD/RCA" - Operazione "Nicole" - Task Force "Ippocrate"                                                                |
| giugno 2008                      | giugno 2021          |          | CSTC-A Combined Security Transition Command - Afghanistan                                              | Afghanistan             | - Addestramento dell'ANCOP (Afghan National Civil Order Police)                                       | | carabinieri.it - Addestrati alla PACE |
| luglio 2008                      | in corso             |          | EUPOL RD Congo European Union Police Mission in the Democratic Republic of the Congo                   | RD del Congo            | | | difesa.it - EUPOL RD CONGO |
| settembre 2008                   | in corso             |          | UNMEE U.N. Mission in Ethiopia and Eritrea                                                             | Etiopia Eritrea         | | | |
| 9 dicembre 2008                  | in corso             |          | EULEX European Union Rule of Law Mission in Kosovo                                                     |                         | | | difesa.it - EULEX |
| novembre 2009                    | settembre 2014       |          | NTM-A NATO Training Mission-Afghanistan                                                                | Afghanistan             | - Addestramento dell'Afghan Uniform Police e della Afghan National Civil Order Police                 | | ntm-a.com Archiviato il 1º luglio 2012 in Internet Archive.                                                                                               |
| 19 gennaio 2010                  | 14 aprile 2010       |          | MINUSTAH/Operazione White Crane Mission des Nations Unies pour la Stabilisation en Haïti               | Haiti                   | - Polizia Militare - Supporto sanitario al contingente nazionale - Assistenza alla popolazione locale | 8 carabinieri | |
| 25 maggio 2010                   | 20 dicembre 2010     |          | MINUSTAH/Operazione Caravella Mission des Nations Unies pour la Stabilisation en Haïti                 | Haiti                   | | 120 carabinieri | carabinieri.it - Nell'ambito della missione ONU "Minustah" 120 carabinieri costituiscono una Unità Formata di Polizia                                     |
| 20 novembre 2010                 | 7 dicembre 2010      |          | Quattro Stelle per l'Uganda                                                                            | Uganda                  | | | difesa.it - Uganda - La missione umanitaria delle Forze Armate italiane "Quattro Stelle per l'Uganda"                                                     |
| 2013                             | in corso             |          | MIADIT Somalia                                                                                         | Somalia                 | | | |
| 2014                             | in corso             |          | MIADIT Palestina                                                                                       | Palestina               | | | |

## Caduti
L'Arma dei Carabinieri, per la difesa dei comuni ideali di libertà nel mondo ha visto morire, a partire dal 1950, 28 suoi uomini al di fuori dei confini nazionali. Il maggiore tributo di sangue è avvenuto il 12 novembre 2003 in seguito all'attentato di Nasiriyya dove perirono 12 carabinieri e rimasero feriti 120 loro colleghi, oltre a non essere più tornati in patria 5 militari dell'esercito e 2 civili. In seguito a tale nefasto evento il parlamento ha istituito il 12 novembre del 2009 la Giornata del ricordo dei Caduti militari e civili nelle missioni internazionali per la pace con ricorrenza il 12 novembre.